# Vilma Seidlová-Sokolová
Vilma Seidlová-Sokolová, v matrice Vilhelmina Josefa, (4. ledna 1859 Kostelec nad Orlicí – 12. září 1941 Praha) byla pedagožka, spisovatelka, básnířka a překladatelka.

## Životopis
Její rodiče byli Josef Sokol, učitel na škole v Kostelci n. O. a Františka Sokolová-Veselá (23. září 1828–3. října 1915). Měla tři sourozence: Bohuslavu Sokolovou, Františka Sokola (16. listopadu 1864 Heřmanův Městec) a Karla Sokola.
Otec byl český pedagog a politik, poslanec Českého zemského sněmu a Říšské rady. Sestra byla česká pedagožka a spisovatelka, bratr Karel byl český nacionalistický politik, novinář, publicista a nakladatel.
Vilma studovala Vyšší dívčí školu a učitelský ústav v Praze. Učila v Novém Bydžově, Písku a v Praze na Smíchově. Se svým manželem Danielem Seidlem školním radou (5. listopadu 1855–7. února 1939) se seznámila za svého působení v Písku, kde založila ženský vzdělávací spolek Světlá.
Jako spisovatelka psala hlavně pro děti – básně, povídky, divadelní hry a její verše našly uplatnění i v hudebninách. Překládala do češtiny ze slovanských jazyků. Pěstovala styky se slovanskými národy. Byla redaktorkou Dívčího světa a sama přispívala do novin a časopisů pro ženy. V Praze XIX Bubeneč bydlela na adrese Schnellova 1

## Dílo

### Verše
- Čtveráctví a šprýmy – k nim napsala rýmy. Praha: Šolc a Šimáček, 1924
- Děti a zvířátka – Praha: Šolc a Šimáček, 1924
- Děti se baví – Praha: Šolc a Šimáček, 1924
- Jako velcí – obrázky verši. Praha: Šolc a Šimáček, 1924
- Kratochvilný statek – obrázky maloval B. Johnston. Praha: Šolc a Šimáček, 1924
- Veselíčko: obrázky z dětského života – Praha: Šolc a Šimáček, 1924
- Vik, Vok, Vuk a kouzelný kůň – obrázky provedla Maj Lindman-Jan. Praha: Šolc a Šimáček, 1924
- Vik, Vok, Vuk u pernikáře – Maj Lindman-Jan. Praha: Šolc a Šimáček, 1924
- Mńou, mňou – Praha: Šolc a Šimáček, 1925
- Vik, Vok, Vuk a čarodejnice – Praha: Šolc a Šimáček, 1925

### Próza
- Otilii Sklenářové-Malé v upomínku na den 11. května 1883 – Praha: Vilma Sokolová, 1883
- Elišce Krásnohorské: v upomínku na den 18. listopadu 1887 – Praha: Vilma Sokolová, 1887
- Mateří douška – milým maličkým. Praha: František Šimáček, 1889
- Pozdravy z lesů a polí – milé české mládeži. Praha: F. Šimáček, 1890
- Rozpravy z lesů a polí – milé mládeži. Praha: F. Šimáček, 1890
- Veselé hlásky – hodným dítkám; ilustroval B. Boháč. Praha: Jan Otto, 1890
- Za slunce a mrazu – mládeži a přátelům přírody; ilustroval Josef Wenig. Praha: Josef F. Šimáček 1890
- Pouť mladých Čechů výstavou – Praha: Josef Richard Vilímek, 1891
- Veselé hlásky – hodným dítkám; ilustroval E. Boháč. Praha: J. Otto, 1892
- Okénka do srdéčka: povídky z Valašska a ze Slovenska – českým dětem. Praha: F. Šimáček, 1895
- Rozehrané strunky – milým maličkým; se 6 obrázky Mikoláše Aleše. Praha: F. Šimáček, 1899
- Větříkova píšťalka – písničky a básničky z ní pro české děti; ilustrace M. Alše. Praha: F. Šimáček, 1899
- Dívčí svět 1900 – z příspěvků Svatopluka Čecha, Vilmy Sokolové, Oskara Fialy; uspořádala V. Sokolová; s obrazovými přílohami dle originálů O. Fialy [s podobiznami Sofie Podlipské a Karoliny Světlé]. Praha: F. Šimáček, 1900
- Doušek z naší studánky – s ilustrací Věnceslava Černého. Praha: Josef R. Vilímek, 1910
- Za Otylií Sklenářovou-Malou – Praha-Smíchov
- Krůpěje deštíčka: hrst veršíků a povídek mládeži naší za dáreček – ilustroval Václav Klimánek. Praha: Šolc a Šimáček, 1922
- Úsměvy sluníčka: povídky a básničky pro naše dětičky – ilustroval Václav Klimánek. Praha: Šolc a Šimáček, 1922
- Bohatýr Skokan z Kvákavic: rekovství jeho a ještě víc – ilustrace Louis Moe. Praha: Šolc a Šimáček, 1924
- Marta Drahúňová: obrázek ze Slovenska – Mladá Boleslav: Karel Vačlena, 1926
- Podivuhodná cesta světem Lidky a Ladky – Praha: Šolc a Šimáček, 1926?
- Lupeníčko – Praha: Česká grafická Unie, 1929
- K stému výročí narozenin Karoliny Světlé – Praha: 1930

### Překlad
- Proti proudu: román – od Eleny Maróthy-Šoltésové; pro Ženskou bibliotéku převedla ze slovenčiny. Praha: J. Otta, 1897

### Hudebniny
- Pohádka o zlatém klíči a živé vodě: klavírní výtah – Jaromír Hruška; slova Vilma Sokolová. Písek: 1895?
- Písničky pro mládež: pro jeden hlas s průvodem klavíru nebo harmonia – složil Adolf Cmíral. Praha: F. A. Urbánek
- Poupata: 5 dětských písní: op. 45 – složil Zdenko Fibich; [na verše J. V. Sládka a V. Sokolové]. Praha: F. A. Urbánek
- Třicet písní s průvodem klavíru neb harmonia pro školy mateřské a nejnižší třídy škol obecných – na slova Vilmy Sokolové složil Václav Mladý. Praha: Bedřich Kočí, 1900
- Stromové písně: [dvouhlasé s prův. piana] – v hudbu uvedl Jaromír Hruška; napsala Vilma Sokolová. Praha: F. Šimáček, 1908
- Poupátka: písně dívčí pro školu i dům jedno a dvouhlasé s průvodem piana – složil Václav Juda Novotný; texty: Ladislav Arietto, Karel Václav Rais, Josef Václav Sládek, Pavla Maternová, Eliška Krásnohorská, Vilma Sokolová, František Ladislav Čelakovský. Praha: Václav Kotrba, 1927
- Dětské písně: (24) s průvodem klavíru – František Procházka; na slova Vilmy Sokolové a Františka S. Procházky. Praha: M. Urbánek, 1927
- Čtyři písně na slova dětské poesie: zpěv a klavír: [komp. 1936] – František Vrána; texty Vilma Sokolová. Praha: Státní nakladatelství krásné literatury, hudby a umění, 1954
- Pět písní pro děti: zpěv a klavír – Emil Strašek; na slova Václava Čtvrtka, Františky Šímové a Vilmy Sokolové. Praha: Státní hudební nakladatelství
- Album dětských písní: klavír – vybrala a revidovala Barbora Brožová; [Hanuš Sedláček, Miluše Škodová, Ferdinand Hájek, Karel Chvalovský, Ludmila Tesařová, Ferdinand Sládek, Vladimír Vacke, Adolf Cmíral, Bohumil Špidra, Josef Žemla, Felix Zrno, František Spilka, František Vladimír Krch, Antonín Srba, Božena Ledvinková, Václav Juda Novotný, Václav Mladý, Adam Chlumecký, Jan Evangelista Zelinka, Jakub Jan Ryba, Jan Amos Komenský, Karel Emanuel Macan, Jan Milota, Bedřich Peška, Pavla Maternová, Karel Bendl, František Procházka, Karel Šípek, Jan Malát, Karel Konvalinka, Alois Ladislav Vymetal, Jaromír Klempíř, Josef Machoň, Vojta Beneš, Vítězslav Novák, Jaroslav Křička, Vilma Sokolová, Josef Václav Sládek, František Hrubín, Josef Kožíšek, František Brož, Barbora Brožová]. Praha: Státní hudební nakladatelství, 1965

### Divadelní hry
- Pohádka o zlatém klíči a živé vodě: divadelní hra pro děti se zpěvy a tanci o 3 jednáních – Praha: Šolc a Šimáček, 1920
- Kouzelné kvítí: výpravná pohádka o předehře a 10 obrazech – Praha: Máj, 1921